# إريك مولنار
إريك مولنار هو فيلسوف ودبلوماسي ومؤرخ ومحامي واقتصادي وسياسي مجري، ولد في 16 ديسمبر 1894 في نوفي ساد في صربيا، وتوفي في 8 أغسطس 1966 في بودابست في المجر. نشط حزبياً في الحزب الشيوعي المجري ‏.

## مناصب
- انتخب وزير خارجية المجر [الإنجليزية]‏ (14 نوفمبر 1952 – 4 يوليو 1953).
- انتخب وزير خارجية المجر [الإنجليزية]‏ (24 سبتمبر 1947 – 5 أغسطس 1948).
- انتخب سفير المجر لدى الاتحاد السوفيتي ‏ (12 أكتوبر 1948 – 26 سبتمبر 1949).
- انتخب عضو الجمعية الوطنية المجرية ‏ خلال فترته النيابية ‏ (21 ديسمبر 1944 – 8 أغسطس 1966).

## وصلات خارجية
- إريك مولنار على موقع مونزينجر (الألمانية)